# Eduard Michael
Eduard Michael, geboren als Eduard Michalski, (* 13. Mai 1902; † 1987) war ein deutscher Jurist, Kriminalbeamter und SS-Hauptsturmführer, der im Nationalsozialismus beim Kriegsbeginn 1939 der SS-Einsatzgruppe 5/II angehörte und 1942 als Dienststellenleiter der Sicherheitspolizei in Tschenstochau an der Deportation von etwa 40.000 Juden in das Vernichtungslager Treblinka beteiligt war. In der Nachkriegszeit wirkte er zwischen 1952 und 1959 als Verwaltungs- und Personalchef des Bundeskriminalamtes (BKA).

## Leben

### Zeit des Nationalsozialismus
Eduard Michael absolvierte ein Studium der Rechtswissenschaften. Im August 1934 wurde er beim Polizeipräsidium Gleiwitz zum Kriminalkommissar ernannt. Nach der Machtergreifung der Nationalsozialisten trat er im Juni 1933 der SA und zum 1. Mai 1937 der NSDAP bei (Mitgliedsnummer 4.727.901). Zu einem unbekannten Zeitpunkt ließ er seinen Geburtsnamen Michalski in Michael eindeutschen.
Beim Überfall auf Polen 1939 gehörte er dem von SS-Obersturmbannführer Robert Schefe geleiteten SS-Einsatzkommando 5/II an, das in Polen NS-Verbrechen verübte, indem es Angehörige der polnischen Intelligenz liquidierte.
Zwischen Ende 1941 und Januar 1945 wurde er beim Kommandeur der Sicherheitspolizei (KdS) in Radom und Krakau, zeitweise auch der Außenstelle Tschenstochau eingesetzt. Nach eigener Aussage arbeitete Michael 1942 als Leiter der kriminaltechnischen Abteilung am Institut für gerichtliche Medizin und Kriminalstatistik Krakau.
Als Leiter der Außendienststelle Tschenstochau des KdS Radom hatte Michael Ende April in einer sogenannten „Kommunistenaktion“ zunächst des Bolschewismus verdächtige Juden festnehmen und in das Konzentrationslager Auschwitz einliefern lassen, ehe er an der Deportation von 40.000 Juden im September und Oktober 1942 aus dem dortigen jüdischen Ghetto mitwirkte, die ins Vernichtungslager Treblinka geschafft und dort ermordet wurden. Die Aktion wurde in mehreren dienstlichen Besprechungen vorbereitet, die von dem SS- und Polizeiführer Herbert Böttcher „in Beisein des Dienststellenleiters Michael“ geleitet wurden und bei denen der genaue „Ablauf und alle Einzelheiten der Liquidierung des ‚Großen Ghettos’“ geplant wurden.

### Nachkriegszeit
In der Nachkriegszeit avancierte Michael 1952 zum Verwaltungs- und Personalchef des Bundeskriminalamtes (BKA). Die Umstände seiner Bestellung zum Personalchef, „die über das Bundesinnenministerium erfolgt sein muss“, lassen sich über die vorliegenden Akten nicht klären. Er wurde bis zum Regierungskriminaloberrat befördert. Michael erhielt im BKA den Spitznamen Pistolenede, da er neben seiner Dienstwaffe ständig auch eine private Pistole trug. Schenk charakterisiert ihn als starr korrekten, verschlossenen und humorlosen Kollegen. Während seiner bis 1959 andauernden Amtszeit, bei der er für die Einstellung des Personals beim BKA zuständig war, wurden schwer belastete ehemalige SS-Angehörige in das BKA aufgenommen. So unterstützte er zum Beispiel die Einstellung und Verbeamtung des ehemaligen SS-Hauptsturmführers Gerhard Freitag, der als Adjutant des Führers des SS-Einsatzkommandos 2 der Einsatzgruppe A, Rudolf Batz, nach dem deutschen Überfall auf die Sowjetunion am 22. Juni 1941 in schwerste Massenverbrechen, wie die Erschießung von Tausenden jüdischer Kinder, Frauen und Männern, verwickelt war, indem er bei dessen Einstellungsprocedere erst gar nicht nach Freitags Zugehörigkeit zu einer SS-Einsatzgruppe fragte. Als Pensionär rechtfertigte sich Michael 1969 mit der Einlassung, es sei nicht erforderlich gewesen, geeignete Kandidaten nach früheren Tätigkeiten wegen ihrer eventuellen Zugehörigkeit zu „sicherheitspolizeilichen Kommandos“ zu befragen, weil es „keine entsprechende Frage im Formblatt gab“. Die vom BKA zur Aufarbeitung ihrer Geschichte eingesetzte Historikergruppe unter Leitung Patrick Wagners urteilt:

„Michaels Werdegang macht deutlich: In der Besetzung der Position des Verwaltungschefs, als dem für die Einstellung von Bewerbern Zuständigen, lag in den fünfziger Jahren ein wesentliches Problem im Bundeskriminalamt.“

In den 1970er Jahren wurden gegen Michael nach Vorermittlungen der Zentralen Stelle Ludwigsburg von der Staatsanwaltschaft Wiesbaden Ermittlungen wegen „Beteiligung an NS-Verbrechen der Sipo-Außenstelle Tschenstochau“ durchgeführt. Ihm wurde zum einen die Mitwirkung an den Vorbereitungen der Deportation von 40.000 Juden nach Treblinka vorgeworfen. Michael gab an, er habe von deren bevorstehender Vernichtung nichts gewusst, sondern nur gehört, „die Juden würden nach Ostpolen kommen“. Zum anderen wurde ihm vorgehalten, er habe einen Befehl des SS- und Polizeiführers Böttcher an Untergebene seiner Dienststelle weitergegeben, der die Erschießung von gehunfähigen Juden in ihren Wohnungen forderte. Sowohl für die Weitergabe des Befehls als auch dessen Durchführung gab es Zeugen, doch die Staatsanwaltschaft schätzte Michael als „Gehilfe“ Böttchers ein, dem selbst keine niedrigen Beweggründe nachgewiesen werden könnten. Die Ermittlungen wurden am 29. Januar 1979 eingestellt.